# Szent Marcellinusz és Péter
Szent Marcellinusz és Péter római vértanúk, akik a Diocletianus római császár nevével fémjelzett keresztényüldözés idején, 304. körül szenvedtek vértanúhalált.

## Életük és vértanúságuk
Marcellinusz (más néven Marcellin) és Péter személyét és nevét az egyház már korai időktől tiszteli, amit az is bizonyít, hogy a szentmise ősi rítusában a nevük megtalálható. Megbízható hagyomány életükről viszont e vértanúkról alig áll rendelkezésünkre, ahogy Szent Ágnes, Szent Nereus és Szent Achilleus, vagy Szent Pongrác esetében sem. Szenvedéstörténetüket az 500-as években a Szent Jeromos féle Martyrologium Hieronymianumban foglalták össze, amely az egyetlen bizonyíték a történelmi hitelesség szempontjából.
A két vértanú - valószínűsíthetően - római klerikus volt: Marcellinusz áldozópap, Péter pedig exorcista (ördögűző). A Diocletianus római császár üldözésének idején szenvedhettek vértanúhalált.
I. Damáz pápa azt állítja a két római vértanú sírfeliratában, hogy haláluk és temetésük történetét a kivégző hóhértól hallotta: "amikor még gyermek voltam". A hagyomány szerint karddal végezték ki őket, s korabeli szokás szerint holttestüket a kivégzés helyén földelték el. Két keresztény nő Lucilla és Firmina találta meg testüket.
Helyi tiszteletüket Rómában ki lehet mutatni, sírjukat a Via Labicanán lévő temetőben tisztelték. Konstantin császár bazilikát építtetett oda, melyhez hozzáépíttette anyjának, Ilonának a mauzóleumát. A két szent ereklyéi 827-ben a Majna menti Seligenstadtba kerültek.

## Legendájuk

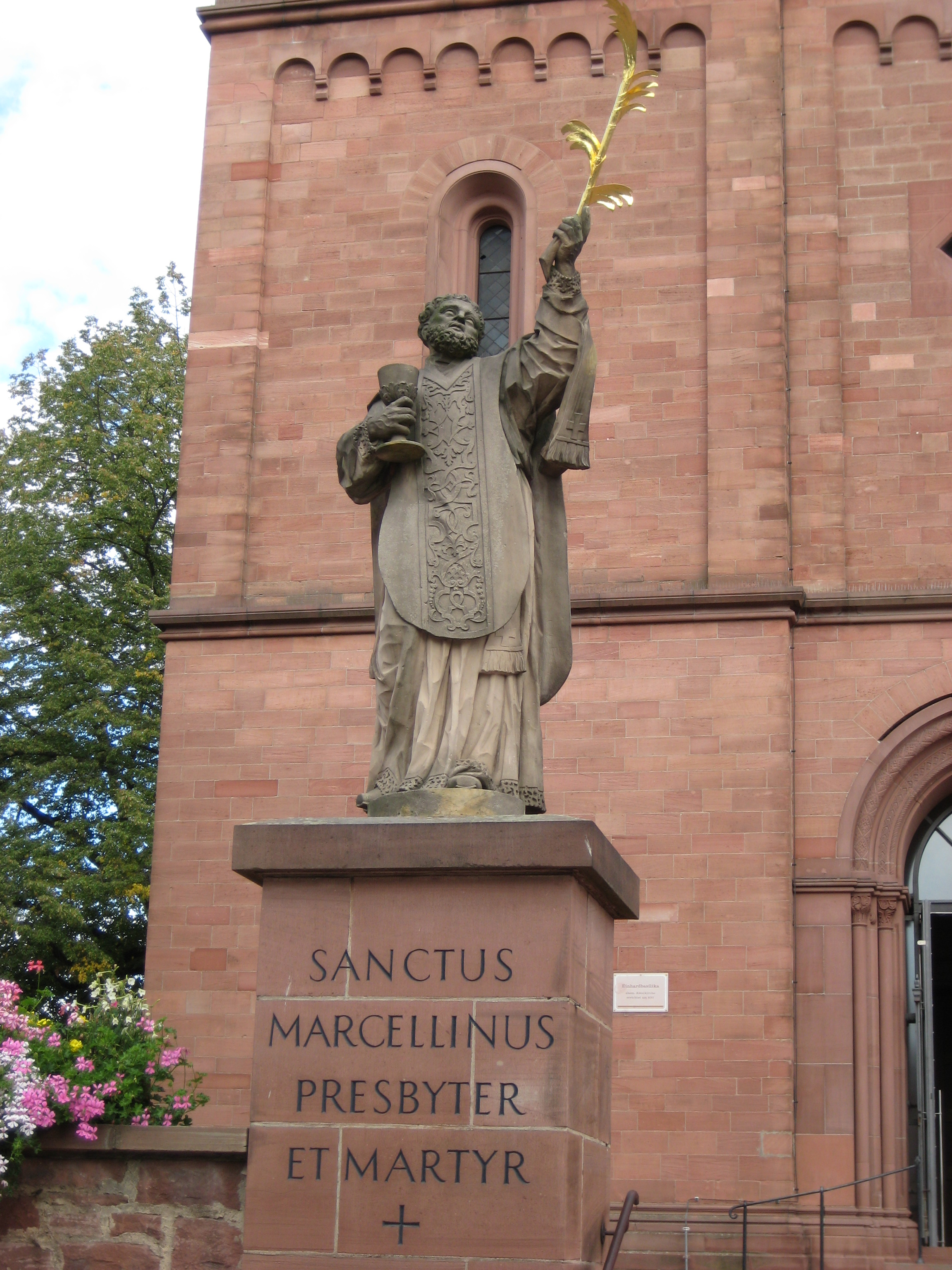
Szent Marcellinusz szobra a Seligenstadt-i székesegyház előtt

"Amikor Pétert bebörtönözték, megnyerte fogolytársai és őrei bizalmát. Arthemius felügyelő is elpanaszolta gondját: van egy lánya, akit megszállva tart a gonosz lélek. Péter ajánlkozott, hogy Krisztus nevében meggyógyítja. Arthemius azonban nem akarta elhinni, hiszen ha Péter Istene olyan erős volna, akkor először nyilván saját szolgáit szabadította volna ki a bilincsekből. De Péter bátorította őt, hogy higgyen Isten erejében. Akkor a börtönfelügyelő kettős láncot hozott, és a szentre zárta: Ha Istened kiszabadít ebből a kötelékből, és meggyógyítja a lányomat, hinni fogok Krisztusban.
A következő éjszaka Péter szabadon, kereszttel a kezében lépett a kételkedő elé, kinek a lánya is teljesen meggyógyult. Arthemius egész házanépével rögtön kérte a keresztséget, és szabadon engedte a keresztény foglyokat, azokkal együtt, akik meg akartak keresztelkedni. Marcellinus, aki papként ugyanabban a börtönben volt, mindnyájukat megkeresztelte.
Amikor a bíró megtudta, hogy Marcellin és Péter megkeresztelte a felügyelőt és más foglyokat, és mindnyájan szabadok, sietve újra elfogatta és egy szigorúbb börtönbe záratta őket. Jöttek a kínzók: Marcellint üvegcserepekre fektették, Pétert kalodába zárták. Az Úr angyala azonban éjjel kiszabadította őket a börtönükből, és megparancsolta nekik, hogy továbbra is erősítsék a keresztény népet szóval és tettel. Mindenekelőtt Arthemius bátorítására siettek, akinek szintén meg kellett ízlelnie a bíró haragját: családjával együtt megkövezték. Végül Marcellint és Pétert egy sötét erdőbe hurcolták, és ott lefejezték.
A legenda még arról is tud, hogy a hóhér látta, amint lelküket angyalok kísérték az égbe. Akkor ő is eljutott a hitre."

## Fordítás
- Ez a szócikk részben vagy egészben  a   Marcellinus and Peter című angol Wikipédia-szócikk fordításán alapul.  Az eredeti cikk szerkesztőit annak laptörténete sorolja fel. Ez a jelzés csupán a megfogalmazás eredetét és a szerzői jogokat jelzi, nem szolgál a cikkben szereplő információk forrásmegjelöléseként.